# Bjarkey Olsen Gunnarsdóttir

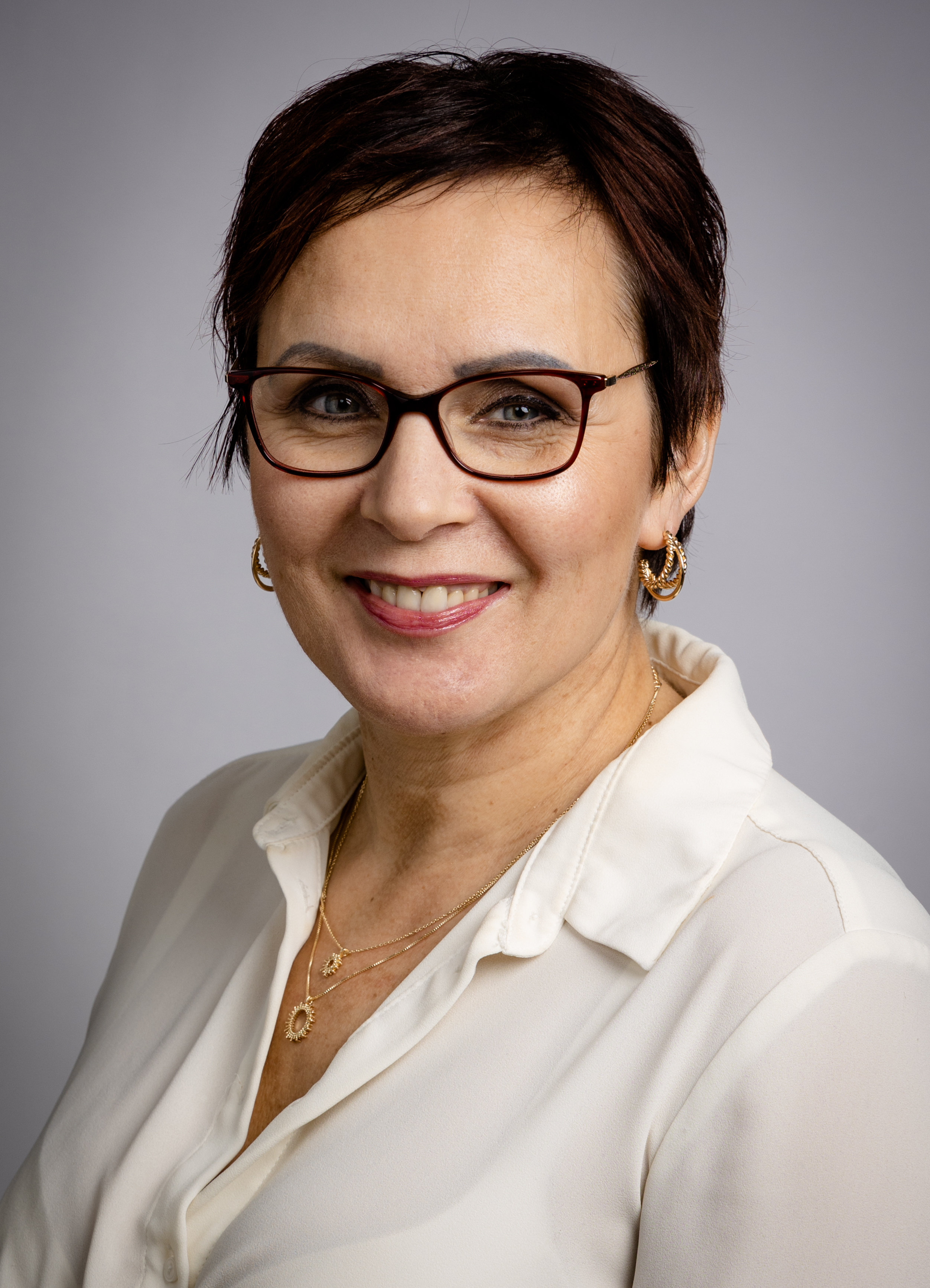
Bjarkey Olsen Gunnarsdóttir, 2021

Bjarkey Olsen Gunnarsdóttir (* 27. Februar 1965 in Reykjavík) ist eine isländische Politikerin (Links-Grüne Bewegung). Vom 9. April bis zum 17. Oktober 2024 stand sie dem isländischen Ernährungsministerium (Matvælaráðuneytið), dem früheren Ministerium für Fischerei und Landwirtschaft, vor. Sie gehörte von 2013 bis 2024 dem isländischen Parlament Althing an und war von 2017 bis 2021 Fraktionsvorsitzende ihrer Partei.

## Leben
Bjarkey ist Grundschullehrerin, Studiums- und Berufsberaterin. Sie war Mitglied des Gemeinderats von Fjallabyggð und war seit der isländischen Parlamentswahl vom 27. April 2013 Abgeordnete des isländischen Parlaments Althing für den Nordöstlichen Wahlkreis. 2014 wurde sie stellvertretende Fraktionsvorsitzende der Links-Grünen Bewegung; 2017 übernahm sie den Fraktionsvorsitz von der in die Landesregierung gewechselten Svandís Svavarsdóttir. Bjarkey hatte diese Funktion bis 2021 inne, als Orri Páll Jóhannsson zum neuen Fraktionsvorsitzenden der Links-Grünen gewählt wurde.
Mit Stand Ende 2022 war sie Vorsitzende des Parlamentsausschusses für das Budget, dem sie seit 2013 angehörte, sowie Mitglied des Ausschusses für Gewerbeangelegenheiten. Sie gehörte seit 2021 der isländischen Delegation bei den Parlamentarierkomitees der EFTA- und EWR-Staaten an und war seit 2022 Mitglied des gemeinsamen parlamentarischen Komitees EU-Island.
Nach dem Rücktritt von Katrín Jakobsdóttir als Premierministerin übernahm Bjarkey Olsen Gunnarsdóttir im am 9. April 2024 gebildeten Kabinett Bjarni Benediktsson (2024 I) das Amt der Ernährungsministerin, worin sie Svandís Svavarsdóttir nachfolgte. Nach der vorzeitigen Auflösung der Koalition im Oktober 2024 erklärten die Vertreter der Links-Grünen Bewegung, nicht als Minister in der zu bildenden Übergangsregierung mitwirken zu wollen, die die Geschäfte bis zur Bildung des Kabinetts Kristrún Frostadóttir nach der vorgezogenen Wahl vom 30. November 2024 führte. Auch Bjarkey Olsen Gunnarsdótti hat ihren Ministerposten somit aufgegeben. Diesen hatte Bjarni Benediktsson in der Übergangsregierung zusätzlich zum Amt des Premierministers übernommen. Wirksam wurde dies durch einen Erlass der Staatspräsidentin Halla Tómasdóttir vom 17. Oktober 2024.
Zur Parlamentswahl 2024 ist Bjarkey Olsen Gunnarsdóttir nicht mehr angetreten.